# Acrosternum marginatum
Espèce
Acrosternum marginatum (la punaise verte du haricot) est une espèce d'insectes hétéroptères de la famille des Pentatomidae, originaire d'Amérique. 

## Distribution
L'aire de répartition d'Acrosternum marginatum s'étend en Amérique, du sud-ouest des États-Unis au Venezuela et à l'Équateur et dans la région des Caraïbes, de la Floride à la Guadeloupe. C'est  en Amérique centrale, l'espèce la plus commune du genre Acrosternum.